# Snekkar

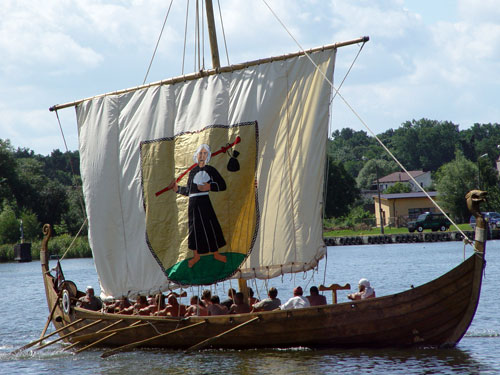
Polská rekonstrukce snekkaru

Snekkar byla rychlá vikinská loď, langskip, velmi podobná drakkaru. Byla však menší, zpravidla do 25 metrů délky. Šířka i ponor lodi byl zmenšen ve stejném poměru jako délka lodi. Snekkar měl příď zdobenou hadí hlavou, na rozdíl od dračí hlavy na drakkaru. Měl vynikající pohyblivost a mohl se plavit po řekách i na moři. Byl vybaven jedinou obdélnou plachtou, k pohánění se užívalo také vesel.